# John M. Haines
John M. Haines, född 1 januari 1863 i Jasper County, Iowa, död 4 juni 1917 i Boise, Idaho, var en amerikansk republikansk politiker. Han var guvernör i delstaten Idaho 1913–1915.
Haines studerade för en kortare tid vid Penn College (numera William Penn University) i Iowa och gifte sig år 1883 med Mary Symons. Han flyttade år 1890 till Boise där han var verksam som fastighetsmäklare. Som stadens borgmästare tjänstgjorde han mellan 1907 och 1909. År 1912 vann han guvernörsvalet i en situation av djup splittring inom det republikanska partiet. Många partimedlemmar lämnade partiet för att stöda Theodore Roosevelt i presidentvalet i USA 1912 men Haines förblev en lojal republikan. Haines efterträdde 1913 James H. Hawley som guvernör och efterträddes 1915 av Moses Alexander. Kväkaren Haines avled 1917 och gravsattes på Morris Hill Cemetery i Boise.